# Zelotes qwabergensis
Zelotes qwabergensis FitzPatrick, 2007 è un ragno appartenente alla famiglia Gnaphosidae.

## Etimologia
Il nome della specie deriva dalla località sudafricana di rinvenimento degli esemplari: Qwa Qwa-berg, e dal suffisso latino -ensis che ne indica l'appartenenza.

## Caratteristiche
Questa specie non è stata attribuita a nessun gruppo: si distingue dalle altre per la forma della piastra epiginale e i dotti allargati a guisa di un foglio, peculiarità che separano in modo netto questa specie dalle altre Zelotes.
L'olotipo femminile rinvenuto ha lunghezza totale è di 7,92mm; la lunghezza del cefalotorace è di 3,33mm; e la larghezza è di 2,50mm.

## Distribuzione
La specie è stata reperita nel Sudafrica centrorientale: l'olotipo femminile è stato rinvenuto in località Qwa Qwa-berg, nei pressi della città di Harrismith, appartenente alla provincia di Free State.

## Tassonomia
Al 2016 non sono note sottospecie e dal 2007 non sono stati esaminati nuovi esemplari.